# Rifugio Giuliano Marini
Il rifugio Giuliano Marini è un rifugio alpino situato a quota 1620 metri s.l.m. in località Piano Battaglia, nel massiccio delle Madonie. La costruzione fu realizzata nel 1947 ed è proprietà del Club Alpino Italiano sezione Conca d'Oro di Palermo.

## Descrizione
Il rifugio Piano della Battaglia si trova a 1.620 m s.l.m., nel cuore delle Madonie ed è stato dedicato alla memoria di Giuliano Marini, socio CAI nella sezione Conca D'Oro di Palermo morto nel 1934 sul Gruppo del Monte Bianco.
Il Rifugio fu inaugurato nell'ottobre del 1947, poi chiuso nel 2001 e riaperto il 15 dicembre 2012 con apertura durante tutte le stagioni dell'anno.
Il rifugio possiede circa 69 posti letto distribuiti in 19 camere, un ristorante e un bar e si trova vicino agli impianti di risalita di un centro sciistico.